# Dalea filiciformis
Dalea filiciformis är en ärtväxtart som beskrevs av Robinson och Jesse More Greenman. Dalea filiciformis ingår i släktet Dalea, och familjen ärtväxter. Inga underarter finns listade i Catalogue of Life.